# Powracający
Powracający (franc. Les Revenants) – francuski serial dramatyczny emitowany od 26 listopada 2012 roku do 19 października 2015 roku przez Canal+. Fabuła serialu oparta jest na filmie Les Revenants Robina Campilli z 2004 roku. W Polsce serial dostępny jest od 2015 roku na platformie internetowej vod.pl. 

## Fabuła
W niewielkim francuskim górskim miasteczku do życia powracają zmarli ludzie. Wśród przywróconych znajdują się m.in. Camille – nastolatka, która zginęła w wypadku autobusu; Simon, który popełnił samobójstwo, zamordowany przez włamywaczy „Victor” i seryjny zabójca Serge. Próbują oni wrócić do swoich codziennych spraw, kiedy w miasteczku zaczynają dziać się dziwne rzeczy – poziom wody w jeziorze obniża się, ujawniając martwe zwierzęta i iglicę kościoła, a na ciałach żywych i zmarłych zaczynają pojawiać się dziwne ślady.

## Produkcja
Serial kręcony był w Haute-Savoie, głównie w mieście Annecy, jak również w Seynod, Menthon-Saint-Bernard, Poisy, Cran-Gevrier, Sévrier, Annecy-le-Vieux, Veyrier-du-Lac i Semnoz. Tama, odgrywająca ważną rolę w fabule, to Barrage de Tignes. Zdjęcia do pierwszej serii realizowano w kwietniu i maju 2012 roku.
Zdjęcia do drugiej serii początkowo miały mieć miejsce w lutym i marcu 2014 roku, a jej premiera w listopadzie, jednak ze względu na proces pisania scenariusza zdjęcia zostały przeniesione na drugą połowę 2014 roku, a premiera na 2015. W sierpniu 2014 ujawniono zarys fabuły drugiej serii, potwierdzający, że podobnie jak pierwsza składać będzie się z ośmiu odcinków. Zdjęcia zakończyły się 7 kwietnia 2015. 

## Obsada
- Yara Pilartz jako Camille Séguret
- Anne Consigny jako Claire Séguret
- Jenna Thiam jako Léna Séguret
- Frédéric Pierrot jako Jérôme Séguret
- Jean-François Sivadier jako Pierre Tissier
- Clotilde Hesme jako Adèle Werther
- Pierre Perrier jako Simon Delaitre
- Samir Guesmi jako Thomas
- Céline Sallette jako Julie Meyer
- Alix Poisson jako Laure
- Swann Nambotin jako „Victor”
- Guillaume Gouix jako Serge
- Grégory Gadebois jako Toni
- Ana Girardot jako Lucy Clairsene
- Brune Martin jako Chloé Delaitre
- Laetitia de Fombelle jako Viviane Costa
- Bertrand Constant jako Bruno
- Matila Malliarakis jako Frédéric
- Constance Dollé jako Sandrine
- Jérôme Kircher jako ksiądz Jean-François
- Guillaume Marquet jako Alcide
- Carole Franck jako pani Payet

## Odcinki
| Seria | Odcinki | Oryginalna emisja | Oryginalna emisja    | Oryginalna emisja | Oryginalna emisja |
| Seria | Odcinki | Premiera serii    | Finał serii          | Premiera serii    | Finał serii       |
| ----- | ------- | ----------------- | -------------------- | ----------------- | ----------------- |
| 1     | 8       | 26 listopada 2012 | 17 grudnia 2012      | 2015              | 2015              |
| 2     | 8       | 28 września 2015  | 19 października 2015 |                   |                   |

## Nagrody
W 2013 roku serial zdobył międzynarodową nagrodę Emmy w kategorii "najlepszy serial dramatyczny". 

## Adaptacja
W marcu 2015 stacja A&E rozpoczęła emisję amerykańskiej wersji zatytułowanej The Returned.